# Дигелаба
Дигелаба (фр. Digélaba) — деревня в Чаде, расположенная на территории региона Канем. Входит в состав департамента Канем.

## География
Деревня находится в западной части Чада, к северо-востоку от озера Чад, на высоте 305 метров над уровнем моря.
Дигелаба расположена на расстоянии приблизительно 193 километров к северо-северо-востоку (NNE) от столицы страны Нджамены. Ближайшие населённые пункты: Абани-Арак, Абани, Ам-Гева, Кокоде, Мели, Моромши, Абукиема.
Климат деревни характеризуется как аридный жаркий (BWh в классификации климатов Кёппена).

## Транспорт
Ближайший аэропорт расположен в городе Нгури.